# Лешевалье, Жан-Батист
Жан-Бати́ст Лешевалье́ (фр. Jean-Baptiste Lechevalier; 1 июля 1752 года, Трелли — 2 июля 1836 года, Париж) — французский астроном, путешественник, археолог и литератор.
Был директором Библиотеки Святой Женевьевы в Париже. Был уполномочен французским послом в Османской империи Шуазель-Гуффье для проведения археологических исследований в регионе. Он посетил Италию и северо-западное побережье Анатолии, где посвятил себя поиску и идентификации Трои.

## Творчество
Главные его труды:
- «Voyage dans la Troade, ou tableau de la plaine de Troie dans son état actuel» (Париж, 1799),
- «Voyage de la Propontide et du Pont-Euxin» (Париж, 1800),

Под псевдонимом Константин Колиадес доказывал, что автором поэм Гомера был Одиссей:
- «Ulisse-Homère ou Du véritable auteur de l’Iliade et de l’Odyssée» (Париж, 1829).